# Horsens
Horsens és una ciutat danesa de la costa est de península de Jutlàndia, a la riba del fiord de Horsens. És la capital del municipi de Horsens que forma part de la regió de Midtjylland, ambdós creats l'1 de gener del 2007 com a part d'una reforma territorial. És la tercera ciutat de l'est de Jutlàndia en nombre d'habitants després d'Århus i Randers, i la vuitena del país.

## Història
Horsens apareix documentada per primer cop al segle xii, a l'edat mitjana la ciutat va ser força important, comptava amb diversos monestirs i fortificacions. El 1442 el rei Cristòfor de Baviera va renovar els antics privilegis i va concedir-ne de nous.

## Personatges il·lustres
- Vitus Bering (1681 – 1741) Navegant danès al servei de Rússia nat a Horsens
- Dagmar Borup (1867–1959), pianista i pedagoga musical danesa.